# تنظيف (مسلسل كوري جنوبي)
تنظيف (بالكورية: 클리닝 업)؛ هو مسلسل تلفزيوني كوري جنوبي، من بطولة يوم جونغ أه، جيون سومين وكيم جاي-هوا. عرض على قناة جي تي بي سي في 4 يونيو إلى 24 يوليو 2022، تم بثه كل يومي السبت والأحد.

## القصة
يروي المسلسل قصة ثلاثة عاملات نظافة: إيو يونغ مي (يوم جونغ آه) وأهن ان-كيونغ (جيون سو-مين) ومينغ سو جا (كيم جاي-هوا) في شركة مالية. يلجئن إلى التداول من الداخل. من أجل إطعام أسرهم وتحقيق أحلامهن، بعد سماع معلومات عن طريق الخطأ من أحد الموظفين.

## طاقم

### دور رئيسي
- يوم جونغ اه في دور إيو يونغ-مي[9]

الأم المجتهدة لابنتين صغيرتين وتحمل إحساسًا كبيرًا بالمسؤولية بصفتها معيلة أسرتها، برغم ذلك فهي كثيرة المخاطر.
- جيون سو-مين في دور أهن إن-كيونغ[9]

الزميلة الأصغر لي إيو يونغ-مي التي تعمل على تحقيق حلمها في توفير ما يكفي من المال لفتح مقهى متحرك خاص بها بشاحنة طعام.
- كيم جاي هوا في دور مانج سو-جا[9]

هي شخصية مخادعة وعاملة تنظيف ساحرة يمكنها أن تصادق أي شخص قد يكون مفيدًا لها.

### دور داعم

#### الأشخاص المرتبطين بالأوراق المالية الاستثمارية
- جانغ شين يونغ في دور جوم جان دي[11]
- سونغ جاي هي بدور يون تاي كيونغ[12]
- سونغ يونغ تشانغ في دور سونغ وو تشانغ[13]

#### الناس حول إيو يونغ مي
- كيم تاي-وو بدور جين سيونغ وو[14]
- يون كيونج هو في دور أوه دونج جو[15]
- كال سو وون بدور جين يون آه[16]
- هاي إيون بدور بو سو يون[17]
- كيم سيها بدور جين شي آه[17]
- جيل هاي-ايون في دور بو ران[17]
- جيون كوك هيانغ بدور جانغ كيونغ جا[17]
- يون جين هو في دور إيو يونغ جيو[17]

#### الناس حول مينغ سو جا
- جو ان بيوم بدور جونغ سا جانغ[18]
- كوون جي وو في دور جونغ جيون وو[19]

#### الناس حول آهن إن كيونغ
- أوه سيونغ يون بدور بيونغ ريول[20]

#### فريق التنظيف في خدمة الاستثمار والأوراق المالية
- كيم إن كوون بدور تشون دوك-كيو[21]
- بارك جي آه بدور سوك سون[22]
- كيم نا يول في دور هي سوك[23]
- سون جيونج ريم في دور بوك جي[23]
- هوانج جونج مين في دور جوم سيل[23]

### ظهور خاص
- كيم هاي-يون بدور جو هيون[24]
- يو يونغ جاي بدور ابن شقيق يونغمي[25]
- تشا تشونغ هوا في دور دونغسيو[26]
- كيم هيهوا بدور سونغ مي هوا[26]

## المشاهدات
| الموسم | الموسم | رقم الحلقة | رقم الحلقة | رقم الحلقة | رقم الحلقة | رقم الحلقة | رقم الحلقة | رقم الحلقة  | رقم الحلقة | رقم الحلقة | رقم الحلقة | رقم الحلقة | رقم الحلقة | رقم الحلقة | رقم الحلقة | رقم الحلقة | رقم الحلقة | المتوسط     |
| الموسم | الموسم | 1          | 2          | 3          | 4          | 5          | 6          | 7           | 8          | 9          | 10         | 11         | 12         | 13         | 14         | 15         | 16         | المتوسط     |
| ------ | ------ | ---------- | ---------- | ---------- | ---------- | ---------- | ---------- | ----------- | ---------- | ---------- | ---------- | ---------- | ---------- | ---------- | ---------- | ---------- | ---------- | ----------- |
|        | 1      | 619        | 566        | 498        | 611        | 407        | 640        | ستُعلن لاحقًا | 492        | 438        | 566        | 574        | 562        | 428        | 585        | 424        | 698        | ستُعلن لاحقًا |

| الحلقات | تاريخ البث    | تقييمات "نيلسن كوريا" | تقييمات "نيلسن كوريا" |
| الحلقات | تاريخ البث    | على الصعيد الوطني     | منطقة العاصمة         |
| --- | ------------- | --------------------- | --------------------- |
| 1 | 4 يونيو 2022  | 2.737%                | 3.084%                |
| 2 | 5 يونيو 2022  | 2.514%                | 2.267%                |
| 3 | 11 يونيو 2022 | 2.322%                | 2.687%                |
| 4 | 12 يونيو 2022 | 2.570%                | 2.500%                |
| 5 | 18 يونيو 2022 | 1.986%                | 1.893%                |
| 6 | 19 يونيو 2022 | 2.820%                | 2.350%                |
| 7 | 25 يونيو 2022 | 2.018%                | N/A                   |
| 8 | 25 يونيو 2022 | 2.236%                | 1.874%                |
| 9 | 2 يوليو 2022  | 2.125%                | N/A                   |
| 10 | 3 يوليو 2022  | 2.787%                | 2.228%                |
| 11 | 9 يوليو 2022  | 2.478%                | 2.149%                |
| 12 | 10 يوليو 2022 | 2.566%                | 2.147%                |
| 13 | 16 يوليو 2022 | 1.973%                | N/A                   |
| 14 | 17 يوليو 2022 | 2.505%                | 1.979%                |
| 15 | 23 يوليو 2022 | 1.912%                | 1.747%                |
| 16 | 24 يوليو 2022 | 3.015%                | 2.257%                |
| المعدل | المعدل        |                       | N/A                   |
| تُبث هذه الدراما على قناة الكابل / التلفزيون المدفوع الذي عادةً ما يكون جمهورها أصغر نسبيًا مقارنةً بالمحطات التلفزيونية / العامة (KBS ، SBS ، MBC ، EBS). |               |                       |                       |

## الإنتاج
المسلسل من إخراج يون سيونغ سيك (مخرج لدي KBS سابقا) الذي ساعد على إخراج مسلسلات مثل الملك داي جو يونغ (2007)، وجه الملك (2014)، وأخرج مسلسلات مثل قصة رجل (2009)، قناع العروس (2010)، هوارانغ (2016)، وخارج كي بي اس مسلسلات مثل بابل (2019)، وسيد ملكة (2020). ومن كتابة تشوي كيونغ مي التي كتبت المسلسل العودة لعام 2018. وانتاج من قبل جي تي بي سي استوديوز المعروفة حاليا بأسم SLL.

## روابط خارجية
- الموقع الرسمي
 باللغة الكورية
- التنظيف على موقع IMDb (الإنجليزية)
- التنظيف على موقع نتفليكس (الإنجليزية)
- التنظيف على موقع ليتربوكسد (الإنجليزية)
- التنظيف على موقع كينوبويسك (الروسية)
- التنظيف على موقع قاعدة بيانات الفيلم (الإنجليزية)
- تنظيف على هانسينما